# 札魯爾軟梳䲁
札魯爾軟梳䲁（學名：Malacoctenus zaluari），為輻鰭魚綱䲁形目脂䲁科軟梳䲁屬的一個種，分布於西南大西洋巴西海域，深度1至15公尺，本魚頭部細長，吻尖，側線鱗片51-53枚，雄魚胸部通常滿布鱗片，雌魚通常裸露，身體有5-6個鞍狀橫帶，不延伸到背鰭，上唇有兩條細白帶，通常延伸到吻部，背鰭硬棘20枚、背鰭軟條11-12枚、臀鰭硬棘2枚、臀鰭軟條19-21枚，體長可達4.7公分，棲息在水淺的礁石區及潮池，以小型無脊椎動物為食，生活習性不明。